# Tempo presente
Tempo presente è una rivista di politica e arte fondata nel 1956 da Ignazio Silone e Nicola Chiaromonte, che ne furono i primi direttori. Vi hanno collaborato vari noti intellettuali, tra i quali Sergio Quinzio e Gustaw Herling.

## Prima serie
La rivista fu pubblicata dall'Associazione per la libertà della cultura, un organismo di coordinamento internazionale delle associazioni anticomuniste presenti in vari Paesi del globo. La CIA supportava e finanziava l'associazione. La linea della rivista, invece, rispecchiò la base culturale dei suoi redattori. «Tempo presente» adottò un approccio di sinistra. Ad esempio, fu critica verso il maccartismo; sostenne nel 1959 Lorenzo Milani e difese Ernesto Balducci sulla scelta dell'obiezione di coscienza.
La prima serie della rivista è terminata nel 1968. I maggiori collaboratori del periodico furono scrittori di sinistra che avversavano l'ideologia comunista: Italo Calvino, Vasco Pratolini, Libero De Libero, Albert Camus, Alberto Moravia, Leonardo Sciascia, Enzo Forcella, Nelo Risi, Elsa Morante, Altiero Spinelli, Giulio Guderzo, Giuliano Piccoli e Luciano Codignola. Redattore di «Tempo presente» fu Elémire Zolla.

## Seconda serie
«Tempo Presente» ha ripreso le pubblicazioni nel 1980, sotto la direzione di Angelo G. Sabatini, con un comitato direttivo composto da Rosario Romeo (1924-1987), Franco Lombardi (1906-1989), Aldo Garosci (1907-2000), Gustaw Herling (1919-2000), Ruggero Puletti (1924-2003), Nicola Matteucci (1926-2006), Alberto Ronchey (1926-2010), Karl Dietrich Bracher (1922-2016),  Enzo Bettiza (1927-2017), Francois Bondy, Brian Magee (1930–2019), Luciano Pellicani (1939-2020), Enrico Cuccodoro, Alain Besançon (1932), Natalino Irti (1936). 
Dal 2021, a seguito della scomparsa di Angelo G. Sabatini, direttore della rivista è Alberto Aghemo, presidente della Fondazione Giacomo Matteotti.